# Solange Berstein
Solange Michelle Berstein Jáuregui (Santiago, 30 de noviembre de 1967) es una economista, académica y consultora chilena. Fue gerenta de la División de Política Financiera del Banco Central de Chile entre los años 2017 y 2022, y Superintendenta de Pensiones durante los gobiernos de los presidentes Sebastián Piñera y Michelle Bachelet. Actualmente se desempeña como Presidenta de la Comisión para el Mercado Financiero, designada bajo el Gobierno de Gabriel Boric.

## Biografía
Es hija del ingeniero mecánico Luis Berstein y de Verónica Jáuregui. Independiente en lo político, está casada con Marcos Morales Sepúlveda y tiene cuatro hijos.

## Formación
Estudió en la Universidad de Santiago de Chile, corporación educacional de la que se tituló como ingeniera comercial con mención en economía. Posteriormente alcanzó un máster en economía en el programa Ilades de la Universidad de Georgetown, EE. UU. y un Ph.D. en la misma disciplina en la Universidad de Boston, Estados Unidos.

## Carrera profesional
Trabajó en la Superintendencia de Administradoras de Fondos de Pensiones (Safp) entre 1994 y 1997, y regresó en 2003 para desempeñarse como jefa del departamento de estudios de la entidad. En esta unidad desarrolló una serie de investigaciones, destacando su trabajo sobre la precaria situación previsional de la mujer chilena.
En 2006, por encargo de Bachelet, asumió la titularidad de la Safp, ente que en julio de 2008 pasó a denominarse Superintendencia de Pensiones en el marco de una gran reforma al sistema promovida por el Gobierno. En marzo de 2010 fue ratificada en el puesto por el nuevo mandatario. Dejó la responsabilidad en 2014, tras el fin de dicha administración.
Desde 2002 fue profesora de organización industrial y finanzas públicas en el programa de magíster en economía de la Universidad de Chile.
También fue economista senior del Banco Central de Chile entre los años 2002 y 2003.